# Rolhuizen
De Rolhuizen was een straat in de Noord-Hollandse stad Haarlem. De straat lag aan de noordzijde van de Nieuwe Gracht en lag tussen de Kinderhuisvest en Zijhuizen. De straat lag in wat later pas bekend is komen te staan als het stadsdeel Centrum, in de wijk de Oude Stad en in de Stationsbuurt.
Achter  de bebouwing van de voormalige Rolhuizen is een steeg komen te liggen met de naam, Rolsteeg. Deze steeg verwijst nog naar de oude Rolhuizen.

## Naamgeving
Het rollen waar naar verwezen wordt is het rollen van gerede zijde, die zacht werd geplet met koperen rollen.
Per raadsbesluit van 12 december 1934 werd de straat de Rolhuizen dezelfde naam gegeven als de rest van de straten langs de Nieuwe Gracht.